# Лофотенские острова
Лофоте́нские острова́ (норв. Lofoten — Луфутен) — архипелаг в Норвежском море у северо-западного побережья Норвегии. Площадь архипелага составляет 1227 км², население — 24 014 человек (2013).

## Название
Название Лофотен (др.-сканд. Lófót) первоначально относилось к острову Вествагоя (Vestvågøya). Первый элемент ló «рысь», второй — fótr  «стопа» — по-видимому, по форме острова (старое название соседнего острова Флакстадоя (Flakstadøya) — Варгфот (Vargfót), то есть «волчья стопа», от vargr «волк». См. также Офотен).
В русскоязычных источниках острова иногда неверно называются «Лофонтенскими».

## География

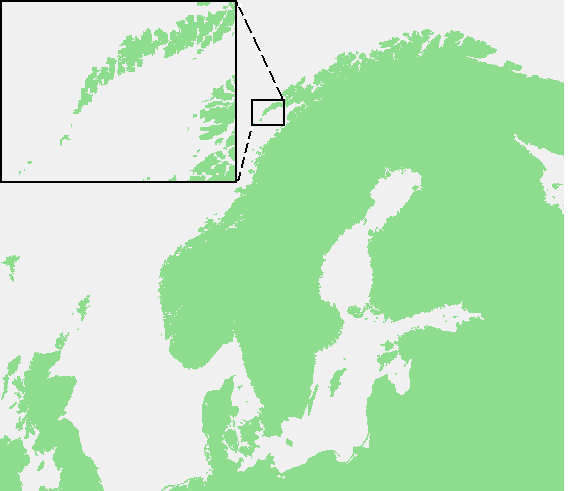
Лофотенские острова на карте Норвегии

Острова скалисты и разделены между собой в основном узкими проливами. Максимальная высота — 1161 м над уровнем моря. От континентальной Норвегии отделены проливом Вест-фьорд. Между островами Верёй и Москенесёй расположен знаменитый водоворот Мальстрём.
Архипелаг состоит из нескольких крупных островов и множества островков и скал.
- Эуствогёй (526,7 км² 68°20′ с. ш. 14°40′ в. д.HGЯO),
- Йимсёйа (46,4 км² 68°18′ с. ш. 14°12′ в. д.HGЯO),
- Вествогёй (411,1 км² 68°10′ с. ш. 13°45′ в. д.HGЯO),
- Флакстадёйа (109,8 км² 68°05′ с. ш. 13°20′ в. д.HGЯO),
- Москенесёй (185,9 км² 67°55′ с. ш. 13°00′ в. д.HGЯO),
- Верёй (15,74 км² 67°40′ с. ш. 12°40′ в. д.HGЯO),
- Рёст (3,60 км² 67°37′ с. ш. 12°07′ в. д.HGЯO).

## Экономика
1 декабря 2007 года была открыта дорога E10 (проект Lofast), которая связала крупнейшие острова архипелага с материковой частью Норвегии. Строительство дороги включало сооружение нескольких тоннелей и мостов, в том числе одного из крупнейших рамно-консольных мостов — моста Рафтсундет.
Основные занятия жителей — рыболовство и овцеводство. Широко известна изготовленная лофотенцами сушёная атлантическая треска.

## Климат
Несмотря на то, что архипелаг находится за полярным кругом, а также севернее полюсов холода Верхоянска и Оймякона, благодаря воздействию Гольфстрима на южных островах архипелага температура даже самого холодного месяца выше нулевой отметки.

## Лофотенские острова в искусстве
- В рассказе Эдгара По «Низвержение в Мальстрём» рассказывается о спасении рыбака, шхуну которого засосало в этот водоворот.
- В романе Жюля Верна «Двадцать тысяч льё под водой» профессор Аронакс со спутниками сбежали с «Наутилуса», когда подводную лодку закрутило в Мальстрёме.
- Родившийся здесь знаменитый художник Гуннар Берг (1863—1893) в своих картинах воспевал суровую красоту Лофотенских островов.

## Персоналии
- Шёнинг, Герхард (1722—1780) — норвежско-датский историк, просветитель.

## Галерея

Карта островов
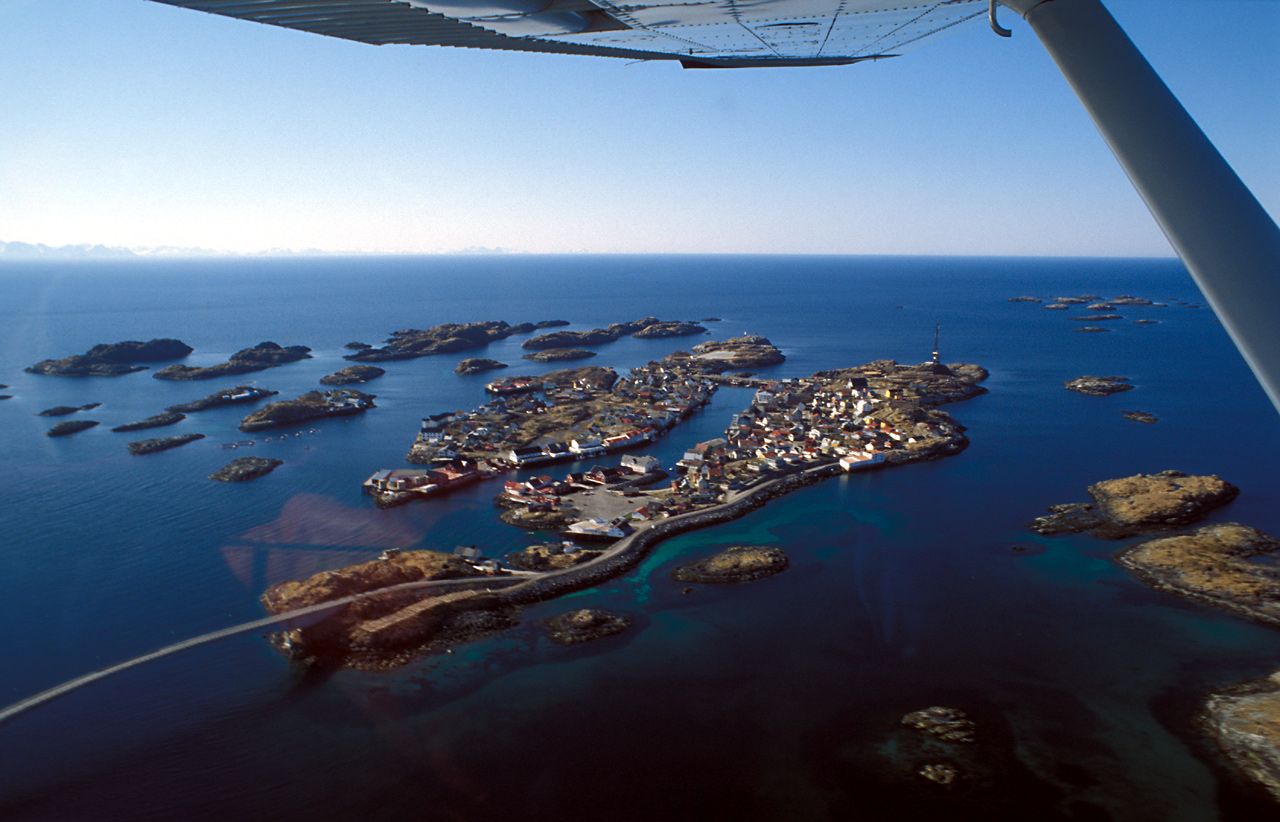
Поселение Хеннингсваер с высоты птичьего полёта
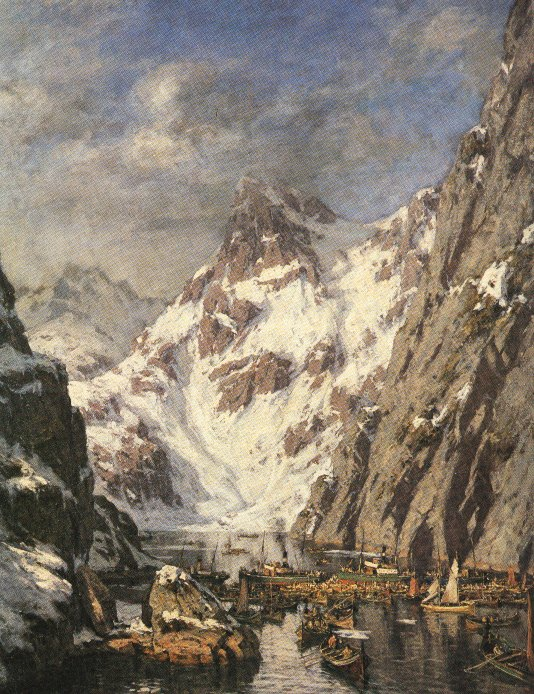
Гуннар Берг. Битва в Троллфьорде
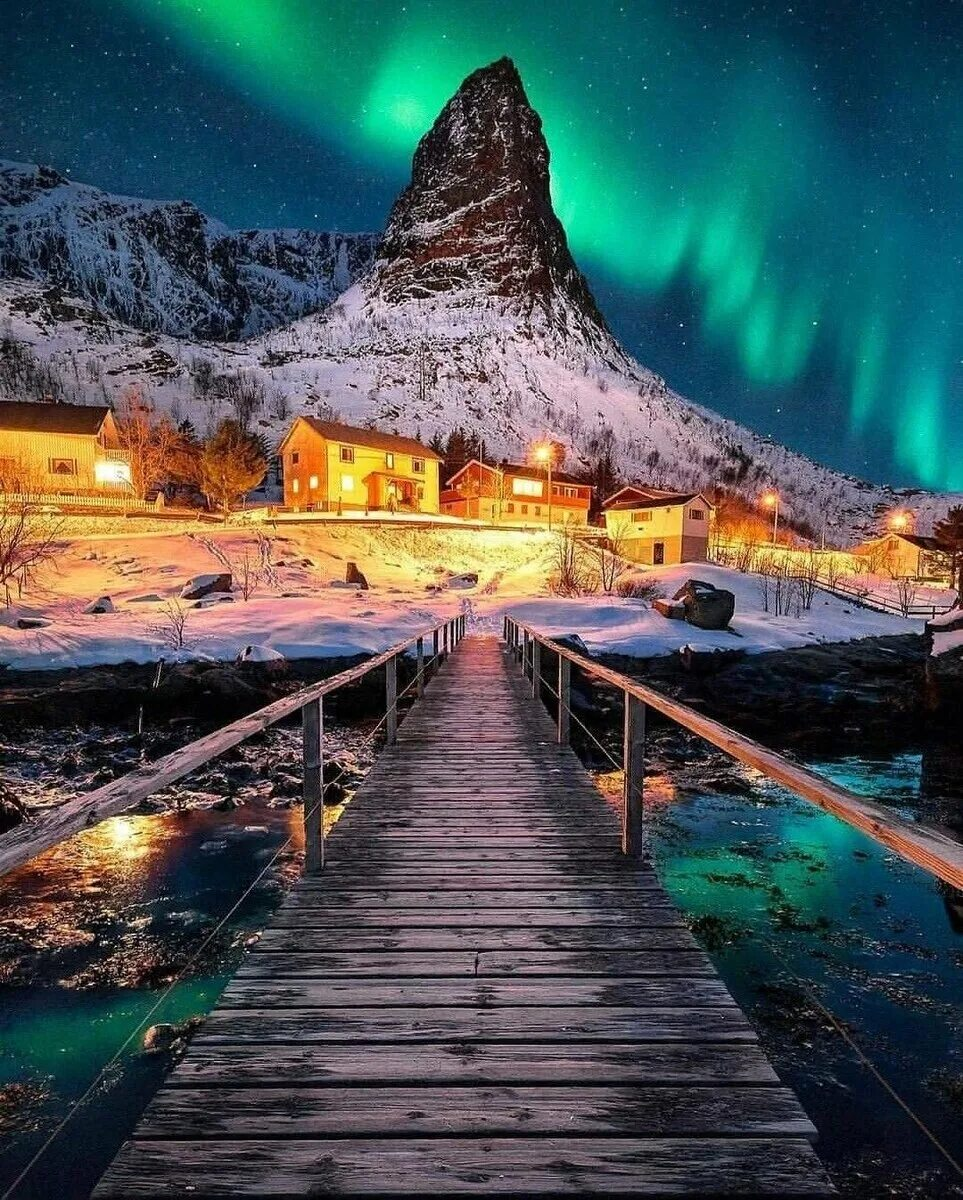
Северное сияние на Лофотенских островах